# We Are Reysol
We Are Reysol (estilizado como WE ARE REYSOL) é o hino do time de futebol japonês Kashiwa Reysol. Foi lançado em um single de Hironobu Kageyama lançado pela Nippon Columbia em 24 de abril de 1994.

## Produção
O Kashiwa Reysol pertence à Hitachi, que também é dona da Nippon Columbia. Como a gravadora trabalhava muito com Kageyama na época, o convite foi feito. Houve conversas sobre a criação de uma gravadora chamada Kashiwa Kyodai, para investir em artistas musicais da cidade. Foi quando começou a se falar em criar uma música para o time. As conversas acabaram com a contratação de Kageyama, que não é da cidade, mas é torcedor do time.
Além da faixa-título, uma segunda canção foi criada. Com o nome "WE ARE REYSOL ~Stadium Special", ela tem letras mais simples e foi cantada por Kageyama com participação de torcedores do próprio time. A letra ficou sob o comando criativo de Reo Rinozuka, que escreveu inúmeras canções para Kageyama, incluindo "GET THE WORLD" e "Kishin Douji Zenki". A composição ficou com Makoto Nagai, com longa carreira na indústria fonográfica japonesa, tendo escrito músicas para vários animes, como Sailor Moon.

## Legado
Kageyama inclui a música em várias de suas próprias coletâneas e álbuns ao vivo, como CYVOX, Power Live'95 CYVOX, e Eternity.
Um álbum comemorativo do time foi lançado em 1995, chamado GO! GO! REYSOL. Ambas as músicas deste single foram inclusas, e Kageyama acabou por cantar mais uma música para o time, chamada "GLORY OF REYSOL".

## Faixas
| N.º            | Título                                               | Letras         | Música         | Arranjo        | Duração |  |
| 1.             | "WE ARE REYSOL"                                      | Reo Rinozuka   | Makoto Nagai   | M. Nagai       | 4:40    |  |
| 2.             | "WE ARE REYSOL ~ Stadium Special"                    | R. Rinozuka    | M. Nagai       | M. Nagai       | 6:15    |  |
| 3.             | "WE ARE REYSOL (Original Karaoke)"                   | instrumental   | M. Nagai       | M. Nagai       | 4:40    |  |
| 4.             | "WE ARE REYSOL ~ Stadium Special (Original Karaoke)" | instrumental   | M. Nagai       | M. Nagai       | 6:15    |  |
| Duração total: | Duração total:                                       | Duração total: | Duração total: | Duração total: | 21:10   |  |

## Créditos
Vocais: Hironobu Kageyama 
Composição: Makoto Nagai 
Letras: Reo Rinozuka 
Arranjos: Makoto Nagai
1. ↑  «JAM Project « J-POP SUMMIT 2015» (em inglês). Consultado em 11 de dezembro de 2024
2. ↑  «WE ARE REYSOL | 影山ヒロノブ». ORICON NEWS (em japonês). Consultado em 11 de dezembro de 2024
3. ↑  «Kageyama Hironobu : WE ARE REYSOL». Nautiljon. Consultado em 10 de dezembro de 2024
4. ↑  «Club : Profile : KASHIWA Reysol official web». www.reysol.co.jp. Consultado em 11 de dezembro de 2024
5. ↑  «HISTORY - NIPPON COLUMBIA CO.,LTD.». columbia.jp. Consultado em 11 de dezembro de 2024
6. 1 2  «影山ヒロノブ全曲リスト【影山COMPLETE! 1993-1994】». mark2.s28.xrea.com. Consultado em 11 de dezembro de 2024
7. ↑  «第101回». パッパラー河合の檄！レイソル日記 (em japonês). Consultado em 11 de dezembro de 2024
8. ↑  «Rinozuka Reo». Nautiljon. Consultado em 1 de dezembro de 2024
9. 1 2  Inc, Habibi. «Mercari メルカリ | 8mart - The Japan Proxy Shopping Service to buy from Japan». www.8mart.jp (em inglês). Consultado em 11 de dezembro de 2024
10. ↑  «永井誠の作詞・作曲・編曲歌詞一覧». UtaTen (em japonês). Consultado em 12 de dezembro de 2024
11. ↑  «影山ヒロノブ・ベスト・アルバム2～CYVOX～勇気のおもちゃ箱 | 影山ヒロノブ». ORICON NEWS. Consultado em 21 de outubro de 2024
12. ↑  «POWER LIVE'95 CYVOX～COMPLETE VERSION～ | 影山ヒロノブ». ORICON NEWS. Consultado em 21 de outubro de 2024
13. ↑  «ETERNITY | 影山ヒロノブ». ORICON NEWS. Consultado em 21 de outubro de 2024
14. ↑  «ＢＡＮＤＡ ＲＥＹＳＯＬ／ＧＯ！ＧＯ！ＲＥＹＳＯＬ！！／日立Ｆ．Ｃ．柏レイソル'９４メモリアル・アルバム». 紀伊國屋書店ウェブストア｜オンライン書店｜本、雑誌の通販、電子書籍ストア (em japonês). Consultado em 12 de dezembro de 2024